# Brændstofmangel i Storbritannien i 2021
Brændstofmangel i Storbritannien i 2021 var en periode på nogle få uger, hvor tankstationer i nogle dele af Storbritannien løb tør for benzin og diesel, som følge af panikkøb forårsaget af bekymringer for forsyningskæden.
I september 2021 blev der rapporteret om panikkøb af brændstof forårsaget af lækkede dokumenter fra regeringen, der omhandlede manglen på antallet af lastbilchauffører. Nogle analytikere og politikere pegede på at manglen skyldtes Brexit, mens andre coronaviruspandemien skylden, eller en kombination af disse to.
Den 22 oktober 2021 var lagrende af brændstof på tankstationerne på deres højeste niveau siden maj samme år.